# Godziszka (województwo kujawsko-pomorskie)
Godziszka – wieś w Polsce położona w województwie kujawsko-pomorskim, w powiecie brodnickim, w zachodniej części gminy Zbiczno.
W latach 1975–1998 miejscowość administracyjnie należała do województwa toruńskiego.